# Vision Divine (album av Vision Divine)
Vision Divine är det italienska progressiva power metal-bandet Vision Divines debutalbum, utgivet 1999 på Atrheia Records och i Japan på Victor.
Morby från Domine bidrog med bakgrundssång.

## Låtlista
1. "New Eden" – 4:03
2. "On the Wings of the Storm" – 4:40
3. "Black Mask of Fear" – 4:38
4. "Exodus" – 4:37
5. "The Whisper" – 6:03
6. "Forgotten Worlds" (instrumental) – 4:18
7. "Vision Divine" – 5:03
8. "The Final Countdown" (Europe-cover) – 5:06
9. "The Miracle" – 6:20
10. "Forever Young" – 5:01
11. "Of Light and Darkness" – 6:12

## Medverkande
Musiker
- Fabio Lione – sång
- Olaf Thörsen – gitarr
- Andrea "Tower" Torricini – basgitarr
- Andrea De Paoli – keyboard
- Mattia Stancioiu – trummor

Bidragande musiker
- Alessandra Gatti – sång
- Morby – bakgrundssång

Produktion
- Dave Rodgers – producent, inspelningstekniker, mixning, mastering
- Olaf Thörsen – producent
- Fabio Lione – producent
- Fabrizio Giruzzi – exekutiv producent
- Simone Bianchi – albumkonst
- Dimitri Gobbi – design
- Giuseppe D'Angelo – foto